# Primavera (Sorriso)
Primavera é um distrito do município brasileiro de Sorriso, no estado de Mato Grosso.

## História
Mais conhecido por Primaverinha ou Primavera do Norte, conta com uma área de 200.750,00 ha.

### Formação administrativa
- Foi criado pela lei estadual nº 5.433, de 3 de março de 1989[1].

## Geografia

### Localização
O distrito está localizado às margens da BR-163, a aproximadamente 40 km da sede do município de Sorriso e 25 km da sede do município de Lucas do Rio Verde.

### Rodovias
- BR-163
- MT-485

## Infraestrutura

### Saude e Educação
Primavera conta com duas escolas municipais: Centro de Educação Infantil Francisco Wilmar Garcia (CEMEIS) e a Escola Muniipal Primavera. Conta também com uma  Unidade de Saúde da Família Rural - USF XV.

### Subprefeitura
O distrito conta com uma subprefeitura